# ليزلي تشونغ
ليزلي تشونغ كووك وينغ (بالإنجليزية: Leslie Cheung Kwok Wing)‏ هو مغني وممثل ومنتج هونغ كونغي صيني ولد في يوم 12 سبتمبر 1956 في هونغ كونغ يعتبر واحدًا من الآباء المؤسسين لموسيقى الكانتوبوب وأحد أفضل المغنين الهونغ كونغيين تحقيقاً للنجاحات وفوزاً بالجوائز. توفي في يوم 1 أبريل 2003 منتحراً في هونغ كونغ في عمر ال46 سنة ولا يعرف سبب انتحاره إلا أنه عانى من كآبة شديدة في أواخر أيام حياته.

## وصلات خارجية
- ليزلي تشونغ على موقع IMDb (الإنجليزية)
- ليزلي تشونغ على موقع ميتاكريتيك (الإنجليزية)
- ليزلي تشونغ على موقع روتن توميتوز (الإنجليزية)
- ليزلي تشونغ على موقع قاعدة بيانات الأفلام العربية
- ليزلي تشونغ على موقع ألو سيني (الفرنسية)
- ليزلي تشونغ على موقع ميوزك برينز (الإنجليزية)
- ليزلي تشونغ على موقع أول موفي (الإنجليزية)
- ليزلي تشونغ على موقع قاعدة بيانات الأفلام السويدية (السويدية)
- ليزلي تشونغ على موقع إن إن دي بي (الإنجليزية)
- ليزلي تشونغ على موقع أول ميوزيك (الإنجليزية)

- ليزلي تشيونغ على موقع سينما دوت كوم
- ليزلي تشيونغ على قاعدة بيانات الأفلام على الإنترنت